# إيمي أندرسون (ممثلة)
إيمي أندرسون (بالإنجليزية: Amy Anderson)‏ هي عازفة الغيتار الكلاسيكي وعازفة بيانو وممثلة أمريكية، ولدت في 1 سبتمبر 1972 في سول في كوريا الجنوبية.

## وصلات خارجية
- الموقع الرسمي
- إيمي أندرسون (ممثلة) على موقع IMDb (الإنجليزية)
- إيمي أندرسون (ممثلة) على موقع ميتاكريتيك (الإنجليزية)
- إيمي أندرسون (ممثلة) على موقع روتن توميتوز (الإنجليزية)
- إيمي أندرسون (ممثلة) على موقع ألو سيني (الفرنسية)
- إيمي أندرسون (ممثلة) على موقع قاعدة بيانات الفيلم (الإنجليزية)
- إيمي أندرسون (ممثلة) على موقع ليتربوكسد (الإنجليزية)
- إيمي أندرسون (ممثلة) على موقع كينوبويسك (الروسية)